# Trialeurodes
Trialeurodes es un género de insectos hemípteros que causa daños a la agricultura, ya que es una plaga para los olivos. Se conocen vulgarmente como moscas blancas, junto con los géneros Bemisia y Aleurothrixous.

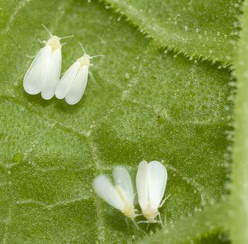
T. vaporariorum en hoja de zapallo

## Especies
- Trialeurodes abdita Martin, 2005
- Trialeurodes abutiloneus (Haldeman, 1850)
- Trialeurodes amealcensis Carapia-Ruiz, 2003
- Trialeurodes asplenii (Maskell, 1890)
- Trialeurodes bambusae Takahashi, 1943
- Trialeurodes bellissima (Sampson & Drews, 1940)
- Trialeurodes bemisae Russell, 1948
- Trialeurodes bruneiensis Martin in Martin & Camus, 2001
- Trialeurodes celti Takahashi, 1943
- Trialeurodes chinensis Takahashi, 1955
- Trialeurodes coccolobae Russell, 1948
- Trialeurodes colcordae Russell, 1948
- Trialeurodes corollis (Penny, 1922)
- Trialeurodes cryptus Martin, 2005
- Trialeurodes darwiniensis Martin, 1999
- Trialeurodes dicksoniae Martin, 1999
- Trialeurodes diminutis (Penny, 1922)
- Trialeurodes drewsi Sampson, 1945
- Trialeurodes elaphoglossi Takahashi, 1960
- Trialeurodes ericae Bink-Moenen, 1976
- Trialeurodes eriodictyonis Russell, 1948
- Trialeurodes euphorbiae Russell, 1948
- Trialeurodes fernaldi (Morrill, 1903)
- Trialeurodes floridensis (Quaintance, 1900)
- Trialeurodes glacialis (Bemis, 1904)
- Trialeurodes heucherae Russell, 1948
- Trialeurodes hutchingsi (Bemis, 1904)
- Trialeurodes intermedia Russell, 1948
- Trialeurodes ipomoeae Carapia-Ruiz, 2003
- Trialeurodes lauri (Signoret, 1882)
- Trialeurodes longispina Takahashi, 1943
- Trialeurodes madroni (Bemis, 1904)
- Trialeurodes magnoliae Russell, 1948
- Trialeurodes mameti Takahashi, 1951
- Trialeurodes manihoti (Bondar, 1923)
- Trialeurodes meggitti Singh, 1933
- Trialeurodes merlini (Bemis, 1904)
- Trialeurodes mirissimus Sampson & Drews, 1941
- Trialeurodes multipori Russell, 1948
- Trialeurodes notata Russell, 1948
- Trialeurodes oblongifoliae Russell, 1948
- Trialeurodes packardi (Morrill, 1903)
- Trialeurodes palaquifolia Corbett, 1935
- Trialeurodes paucipapilla Martin, 2005
- Trialeurodes perakensis Corbett, 1935
- Trialeurodes pergandei (Quaintance, 1900)
- Trialeurodes phlogis Russell, 1993
- Trialeurodes rex Martin in Martin & Camus, 2001
- Trialeurodes ricini (Misra, 1924)
- Trialeurodes ruborum (Cockerell, 1897)
- Trialeurodes sardiniae (Rapisarda, 1986)
- Trialeurodes shawundus Baker & Moles, 1921
- Trialeurodes similis Russell, 1948
- Trialeurodes tabaci Bondar, 1928
- Trialeurodes tentaculatus (Bemis, 1904)
- Trialeurodes tephrosiae Russell, 1948
- Trialeurodes thaiensis Takahashi, 1943
- Trialeurodes unadutus Baker & Moles, 1921
- Trialeurodes vaporariorum (Westwood, 1856)
- Trialeurodes varia Quaintance & Baker, 1937
- Trialeurodes variabilis (Quaintance, 1900)
- Trialeurodes vitrinellus (Cockerell, 1903)
- Trialeurodes vittatus (Quaintance, 1900)